# Conselho Revolucionário Supremo (Somália)
Conselho Revolucionário Supremo (somali:  Gollaha Sare ee Kacaanka, em árabe: المجلس الثوري الأعلى) foi o órgão governamental que dirigiu a Somália de 1969 a 1976.

## História

### Estabelecimento
Em 15 de outubro de 1969, durante uma visita à cidade de Las Anod, no norte do país, o então presidente da Somália Abdirashid Ali Shermarke, foi morto a tiros por um de seus próprios guarda-costas. Seu assassinato foi rapidamente seguido por um golpe militar na tarde de 21 de outubro de 1969 (no dia seguinte ao seu funeral), no qual o exército somali tomou o poder sem encontrar oposição armada - essencialmente uma tomada de poder sem derramamento de sangue. O golpe foi liderado pelo major-general Mohamed Siad Barre, que na época comandava o exército.
Ao lado de Barre, o Conselho Revolucionário Supremo, que assumiu o poder após o assassinato do presidente Sharmarke, foi liderado pelo tenente-coronel Salaad Gabeyre Kediye e pelo chefe da polícia Jama Korshel. Kediye manteve oficialmente o título de "Pai da Revolução", e Barre pouco depois tornou-se o chefe do Conselho Revolucionário Supremo.   O Conselho Revolucionário Supremo posteriormente renomeou o país para República Democrática da Somália,   prendeu membros do governo civil anterior, baniu partidos políticos,   dissolveu o Parlamento e a Suprema Corte, e suspendeu a constituição.

### Funções e programa político
Após o golpe de Estado de 1969, o Conselho Revolucionário Supremo assumiu todas as funções do presidente, da Assembleia Nacional e do Conselho de Ministros, através da proclamação da Lei Número 1. Essencialmente uma junta militar, o Conselho Revolucionário Supremo se tornou o órgão executivo de facto do novo Estado e consistia de quase 25 militares. A antiga Constituição permaneceu nominalmente sob suspensão perpétua até que o Conselho Revolucionário Supremo posteriormente a revogou em 1970.
O exército revolucionário estabeleceu grandes programas de obras públicas, incluindo a construção do Estádio de Mogadíscio. Procurou também melhorar a posição social das mulheres, usando os preceitos islâmicos como ponto de referência. Além de um programa de nacionalização da indústria e da terra, a política externa do novo regime colocou ênfase nos laços tradicionais e religiosos da Somália com o mundo árabe, eventualmente juntando-se à Liga Árabe em 1974.
O Conselho Revolucionário Supremo também tentou resolver a questão pendente da qual os vários sistemas de escrita, então em uso na Somália, deveriam ser oficializado como a principal ortografia nacional. Em outubro de 1972, o governo unilateralmente elegeu usar o alfabeto latino modificado do linguista Shire Jama Ahmed para escrever somali em vez dos alfabetos árabes ou de Osmanya. Em seguida, lançou uma grande campanha de alfabetização urbana e rural destinada a assegurar a adoção da ortografia, o que ajudou a aumentar dramaticamente a taxa de alfabetização. 
O Conselho Revolucionário Supremo promoveu uma série de reformas destinadas a enfraquecer a influência das estruturas e processos tradicionais de linhagem, que Barre considerava uma ameaça potencial para seu governo. Os delitos considerados relacionados com os clãs eram punidos com multas e penas de prisão e os chefes tradicionais empregados pela administração civil anterior foram substituídos por forças de paz governamentais escolhidas à dedo (nabod doan). Centros de orientação também foram estabelecidos, que assumiram funções de hospedagem para serviços de casamento. Mais de 140.000 pastores nômades também foram reassentados em cidades litorais e áreas agrícolas com o objetivo adicional de aumentar a produtividade.

### Dissolução e restabelecimento
Em julho de 1976, o Conselho Revolucionário Supremo de Barre dissolveu-se e estabeleceu em seu lugar o Partido Socialista Revolucionário Somali, um governo de partido único com base no socialismo científico e nos princípios islâmicos. O Partido Socialista Revolucionário Somali foi uma tentativa de reconciliar a ideologia oficial do Estado com a religião oficial do Estado, adaptando os preceitos marxistas às circunstâncias locais. A ênfase foi colocada nos princípios muçulmanos de progresso social, igualdade e justiça, os quais o governo argumentou formarem o cerne do socialismo científico e seu próprio destaque na autossuficiência, participação pública e controle popular, bem como na propriedade direta dos meios de produção. Enquanto o Partido Socialista Revolucionário Somali incentivava o investimento privado em uma escala limitada, a direção geral da administração era essencialmente socialista.
Após a mal sucedida campanha de Ogaden do final da década de 1970, uma nova constituição foi promulgada em 1979 sob a qual foram realizadas eleições para uma Assembleia Popular. No entanto, o politburo do Partido Socialista Revolucionário Somali de Barre continuou a governar. Em outubro de 1980, o Partido Socialista Revolucionário Somali foi dissolvido, e o Conselho Revolucionário Supremo foi restabelecido em seu lugar.

## Membros
A seguir, uma lista de membros do Conselho Revolucionário Supremo em fevereiro de 1970:
| Presidente                       |
| -------------------------------- |
| Maj.-Gen. Muhammad Siad Barre    |
| Vice-Presidente                  |
| Maj.-Gen. Jama Ali Korshel       |
| Membros                          |
| Lt.-Col. Salaad Gabeyre Kediye   |
| Lt.-Col. Muhammad Ali Samatar    |
| Brig.-Gen. Hussein Kulmiye Afrah |
| Lt.-Col. Ahmed Mohamoud Ade      |
| Maj.-Gen. Muhammad Ainanshe      |
| Lt.-Col. Abdullah Mohamed Fadil  |
| Lt.-Col. Ali Matan Hashi         |
| Capt. Ahmed Hassan Musa          |
| Maj. Muhammad Sh. Osman          |
| Maj. Ismail Ali Abucar           |
| Maj. Muhammad Ali Shirreh        |
| Maj. Ahmed Suleiman Abdulle      |
| Maj. Mohamoud Ghelle Yusuf       |
| Maj. Farah Wais Dulleh           |
| Capt. Musa Rabille Goede         |
| Capt. Ahmed Muhammad Farah       |
| Capt. Muhammad Omer Ges          |
| Capt. Osman Mohamed Jelle        |
| Capt. Abdi Warsama Isaak         |
| Capt. Abdirazak Mahamud Abubakar |
| Capt. Abdulkadir Haji Muhamad    |